# 낙타 기병

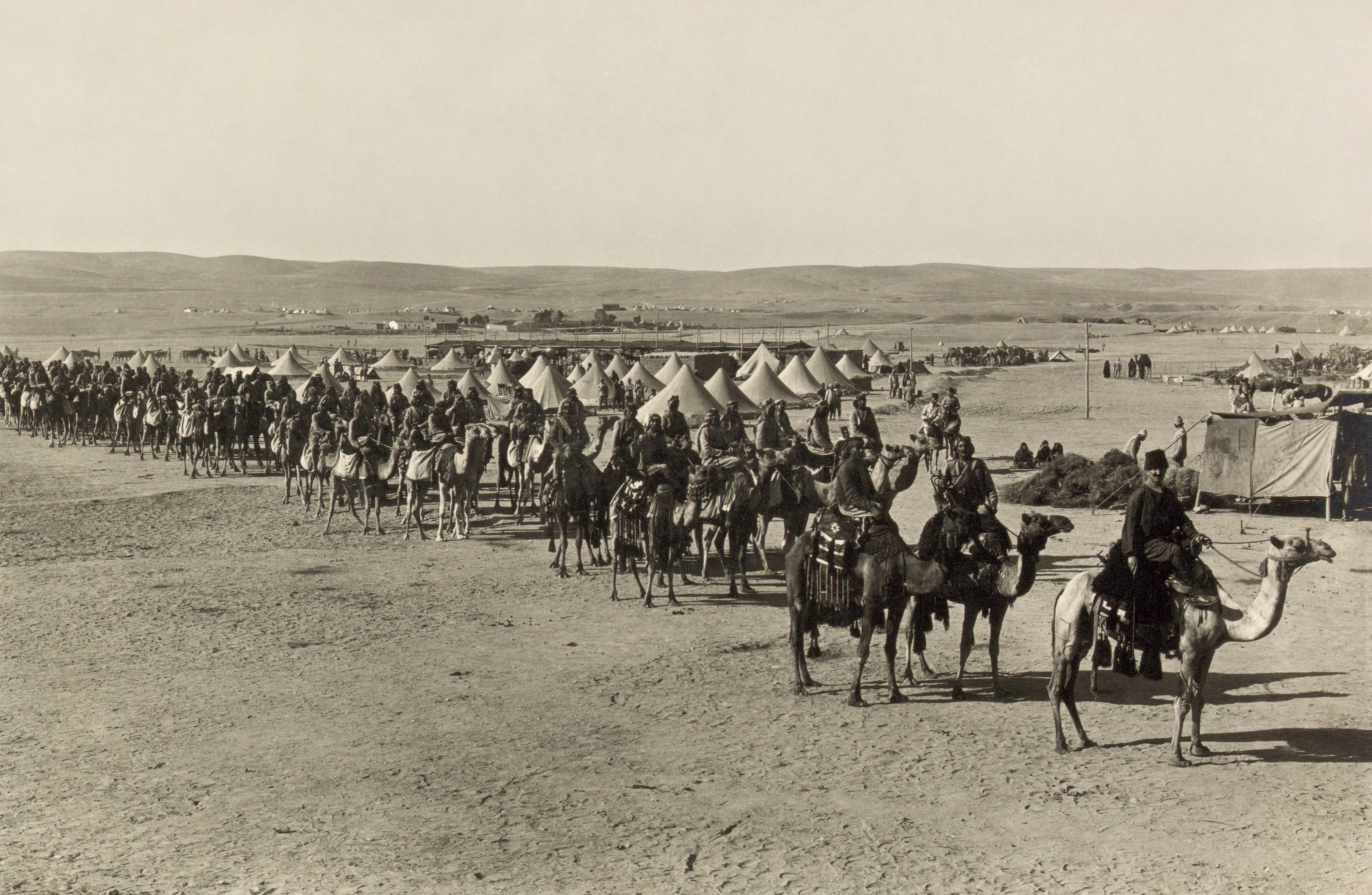
1915년 제1차 세계 대전 중 제1차 수에즈 공세 당시 베르셰바 에서 오스만 낙타 군단.

낙타 기병 또는 낙타병(영어: Camel cavalry / Camelry, 프랑스어: méharistes)는 낙타를 이동수단으로 사용하는 기병을 말한다. 낙타 기병은 낙타를 탄 전사나 병사가 창, 활, 총기를 들고 싸우는 모습을 취했다.
낙타 기병은 중동의 역사 전체를 아울러 사막전을 수행하는 데 있어 필수 요소로 자리잡았는데, 이는 낙타가 사막 환경에서의 높은 적응력을 갖추고 있어, 말을 사용하는 전통적인 기병보다 건조한 환경에서 일하고 생존하는 데 더욱 적합했기 때문이다. 그리스 역사학자  헤로도토스에 따르면 낙타의 냄새는 말을 놀라게 하고 방향 감각을 잃게 하였기에, 아케메네스 페르시아인들이 팀브라 전투에서 일반 기병에 대항하기 위한 효과적인 무기로서 낙타를 활용하였다고 기록하고 있다.

## 역사

### 고대

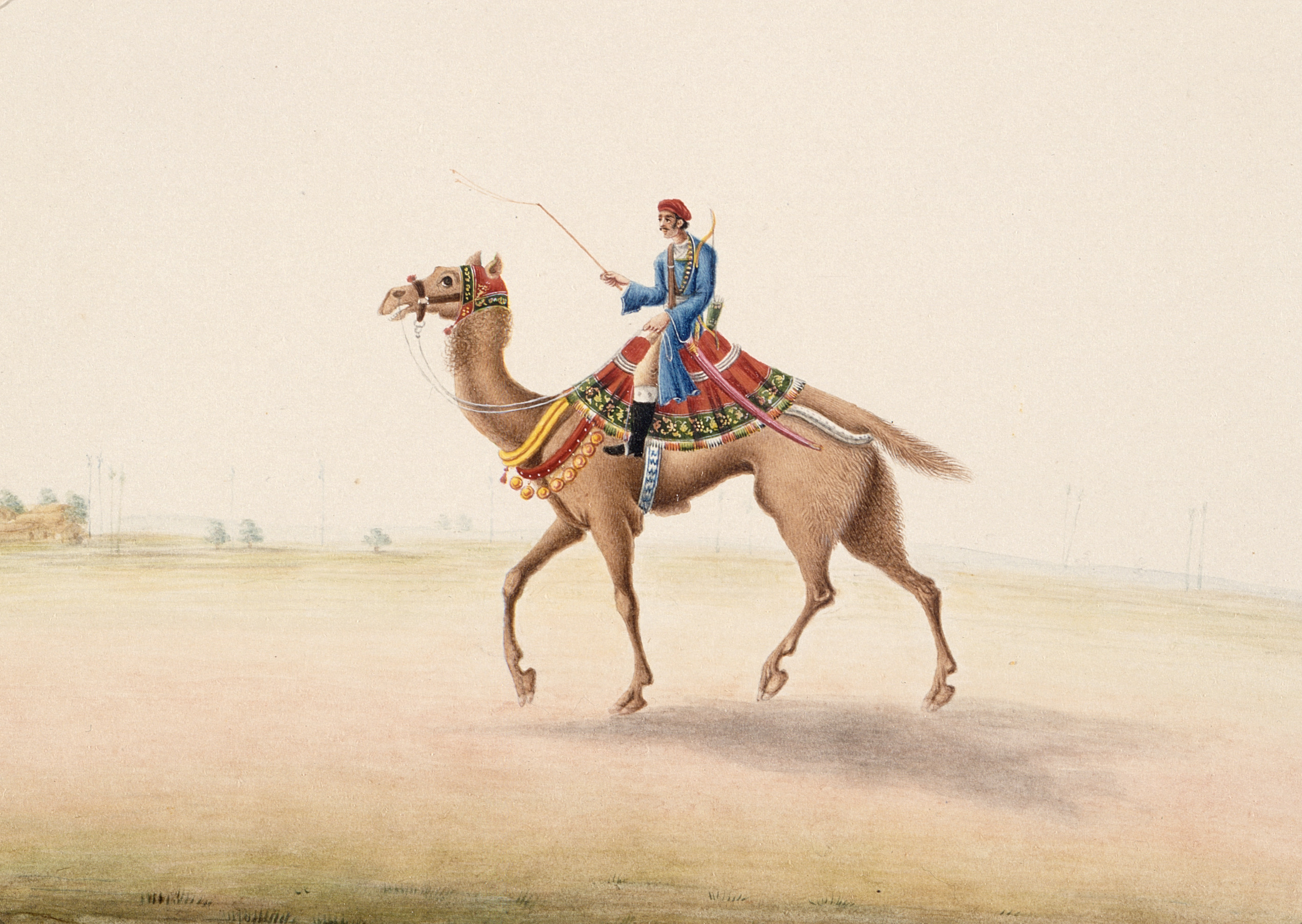
1825년 인도 비하르의 푸르비야 낙타기병

낙타를 군용 동물로 활용한 최초의 사례는 기원전 853년 카르카르 전투에서 아랍 국왕 긴디부가 무려 1,000마리의 낙타기병을 동원했다는 기록이다. 이후 기원전 547년 페르시아의 키루스 대왕과 리디아의 크로이소스가 싸웠던 팀브라 전투에서도 활용된 것으로 기록되었다. 크세노폰의 기록에 따르면 키루스의 낙타 기병대는 적군 규모와 비교했을 때 6대 1로 수적으로 열세였다. 그러나 페르시아의 한 장군이 리디아의 말이 낙타를 피했다는 정보를 전하였고 키루스는 물자보급용 마차를 낙타 기병으로 대신하여 끌도록 하는 임시 낙타 군단을 편성하였다. 실질적으로 전투를 위한 기병대로 사용되지는 않았으나, 낙타의형상과 냄새는 리디아 기병대를 혼란에 빠뜨렸으며, 전투 양상도 키루스에게 유리하게 돌리는 데 결정적인 역할을 했다고 전해진다.
기원전 480년, 페르시아 황제 크세르크세스 1세가 제2차 그리스 정복에 나서면서 수많은 아랍 용병을 모집했는데 이들은 모두 활을 장비한 낙타 궁병이었다. 헤로도토스는 대규모의 리비아 전차병 부대를 포함하여 아랍 낙타 기병대의 수가 2만 명에 달했다고 기록하였다. 아라비아와 시리아의 유목민 출신으로 고용된 낙타 용병들은 페르시아에서 복무하며 척후궁수로 전투에 임하였으며 때로는 낙타 한 마리에 두 명씩 타니는 구성을 취했다. 이와 더불어 헤로디아누스의 기록에 따르면 파르티아 국왕 아르타바누스 4세도 창 (콘토스)를 들고 낙타를 타는 중무장 기병으로 이루어진 부대를 거느렸다고 한다.
로마 제국도 서기 2세기부터 아라비아 변방 지역에서 모집된 낙타 기병들을 활용하였다. 가장 최초의 기록은 트라야누스 황제 시대에 팔미라에서 창설된 '팔미라 낙타 제1기병대 울피아' (Ala I Ulpia Dromoedariorum Palmyrenorum)라는 부대였다. 로마제국 후기에 이르러서도 호위대와 사막지대 치안유지, 정찰임무 등을 위해 아랍의 낙타 용병부대가 고용됐다. 이들이 지닌 무기로는 페르시아식 장검, 활, 단검 등이 일반적이었다.
한편 아라비아 반도의 이슬람 이전 문명들도 낙타를 탈것으로 활용하였기에 자연스레 낙타 기병도 운용하게 되었다. 나바테아와 팔미라 군대는 이미 서기 1세기에 아라비아 출신의 유목민 부족들로 구성된 낙타 기병과 궁병을 고용하였다. 다만 이들은 본격적인 전투가 벌어지면 낙타를 타고서가 아니라 내려서 싸우는 전투방식을 택했다. 7세기 들어 이슬람의 창시자 무함마드와 추종자들이 세력확장에 나설 당시에도 낙타는 널리 사용되었다. 이후 이슬람 정복 시대에도 아랍인들은 사산 제국과 동로마 제국 등의 적군을 압도하기 위하여 낙타 기병을 운용하였다.

### 근대

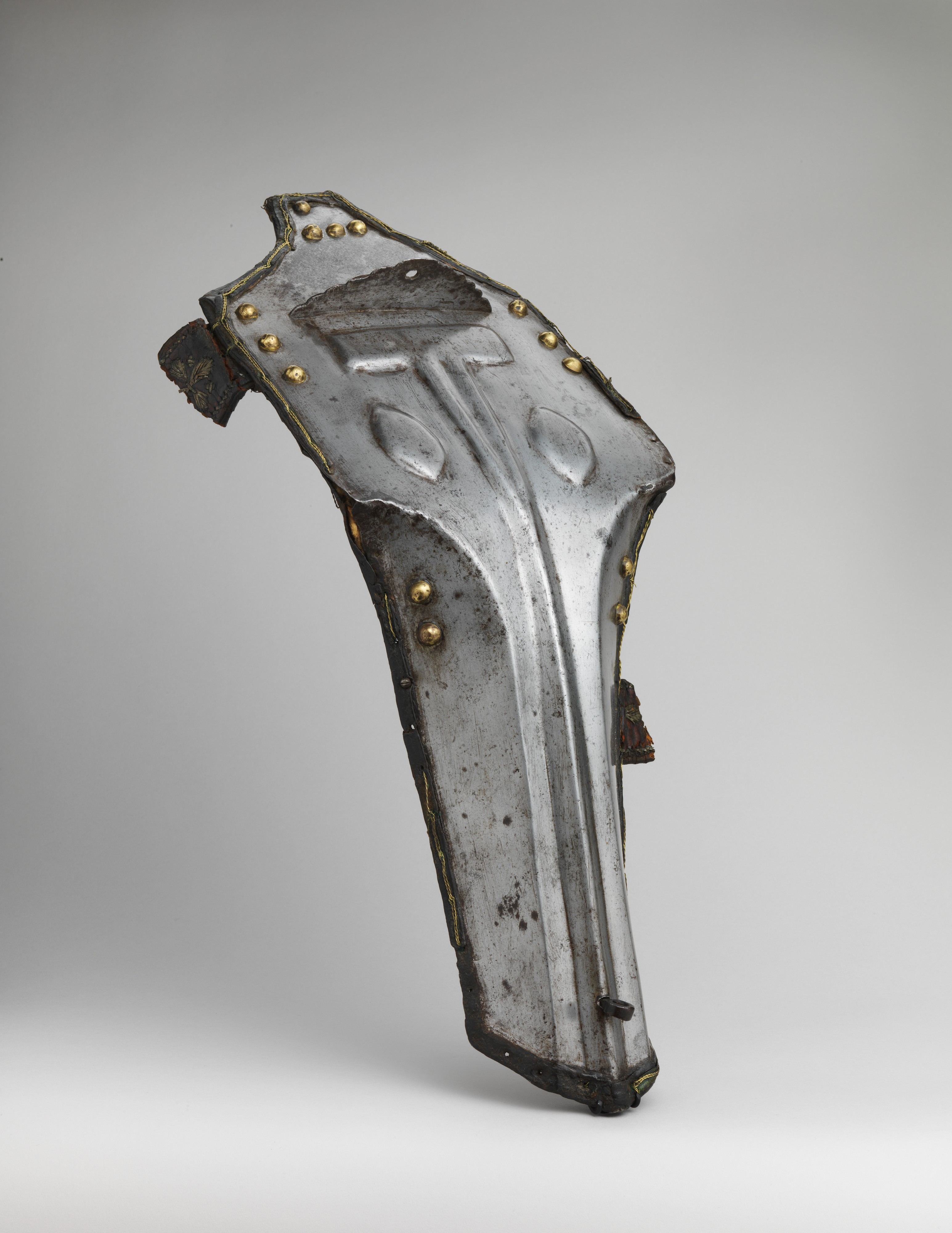
낙타용 샤프론 (마갑, 튀르키예, 17세기로 추정)

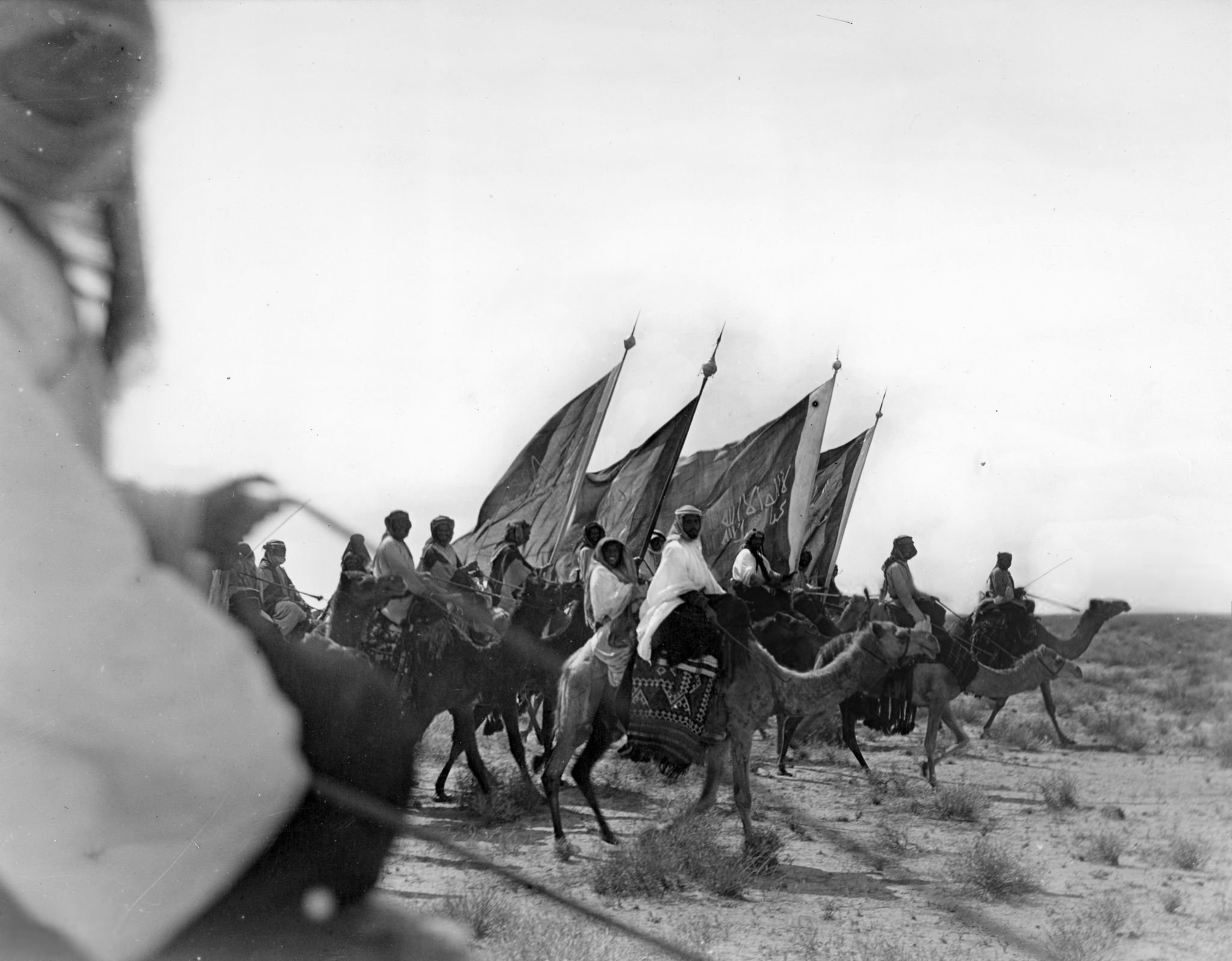
아라비아 반도의 이크완군으로 활동하던 베두인 병사들

프랑스의 나폴레옹은 이집트-시리아 원정 당시 낙타부대를 고용하였다. 19세기 후반과 20세기에 이르러서도 영국, 프랑스, 독일, 스페인, 이탈리아 등 유럽 식민지의 군대에서 사막지대 치안 유지와 순찰 활동을 위해 낙타부대가 활동하게 되었다.
영국 식민지였던 이집트에서는 영국 장교가 낙타군단을 지휘하였으며, 1898년 옴두르만 전투에서 중요한 역할을 하였다. 옴두르만 전투는 당시에도 낙타기병 부대가 회전(會戰)의 한 축으로서 전투에 나선 몇 안되는 사례로 남아 있다. 오스만 제국군은 제1차 세계대전 이전부터 예멘-헤자즈 군단 소속으로 낙타 부대를 운영하였다.
이탈리아 식민지였던 소말리아에서도 1920년대~1930년대에 두바트인의 낙타부대를 고용하였으며 주 임무는 국경 순찰이었다. 두바트인의 낙타부대는 1935년~1936년 제2차 이탈리아-에티오피아 전쟁 당시 이탈리아의 오가덴 정복 작전에도 참여하였다.
스페인령 모로코에서는 1930년~1956년 모로코 북부 지역에서 '사하라 유목민 부대' (Tropas Nomades del Sahara)의 일부로서 현지인들로 구성된 낙타부대를 활용하였다. 이 역시 주 임무는 국경 순찰 활동이었지만, 1936년~1939년 스페인 내전 당시 모로코 내에서 제한적인 임무활동에 나서기도 하였다.
영국령 인도 제국에서도 사막지형이 있는 서부 라자스탄 지역을 중심으로 낙타부대를 운영하였다. 특히 비카네르국 (현 라자스탄 비카네르)의 낙타 군단은 영국이 참전한 세계 각지의 전투에 파견되었는데, 대표적으로 1900년 중국의 의화단 운동, 1902년~1904년 소말릴란드 작전, 제1차 세계 대전 당시 중동 전역의 이집트 지역 전투가 있다. 특히 1915년 제1차 세계대전 당시 수에즈 운하 습격에 나서는 과정에서 낙타 기병대의 돌격으로 오스만군을 격파하였으며, 제2차 세계대전에서도 중동 전구에서 터키군을 격파하였다. 비카네르국 뿐만 아니라 자이살메르 왕국에서도 보조수비군의 하나로 낙타기병 방어대대를 창설하였다.

### 현재

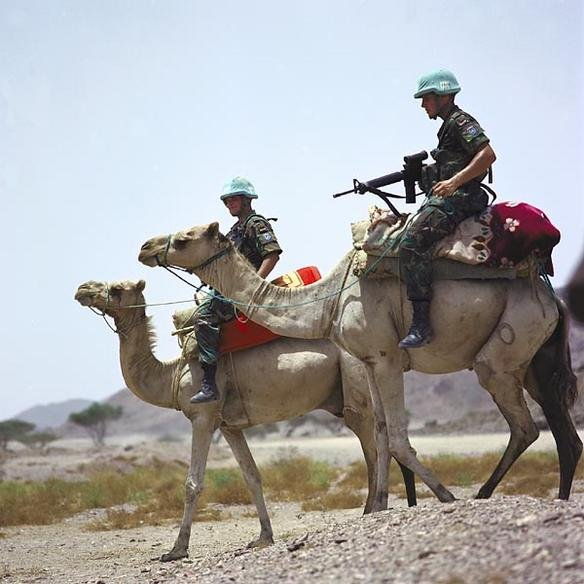
정찰 임무에 나선 낙타기병. 에리트레아에서 활동중인 에티오피아-에리트레아 유엔 평화유지군 소속.

유럽 열강의 식민지국이었다가 전후 이래 독립한 아랍 국가들도 오늘날 여전히 낙타 부대를 운영중인 국가가 많다. 모로코 왕립군, 이집트군, 요르단 사막 국경순찰대, 인도 국경수비대가 낙타부대를 두고 있는 대표적인 국군이다. 2019년에는 유럽연합에서 모리타니의 이슬람 극단주의 무장조직의 대테러 물자지원의 일환으로, 유목민 부대에서 활용할 낙타 250마리를 지원하기도 했다.

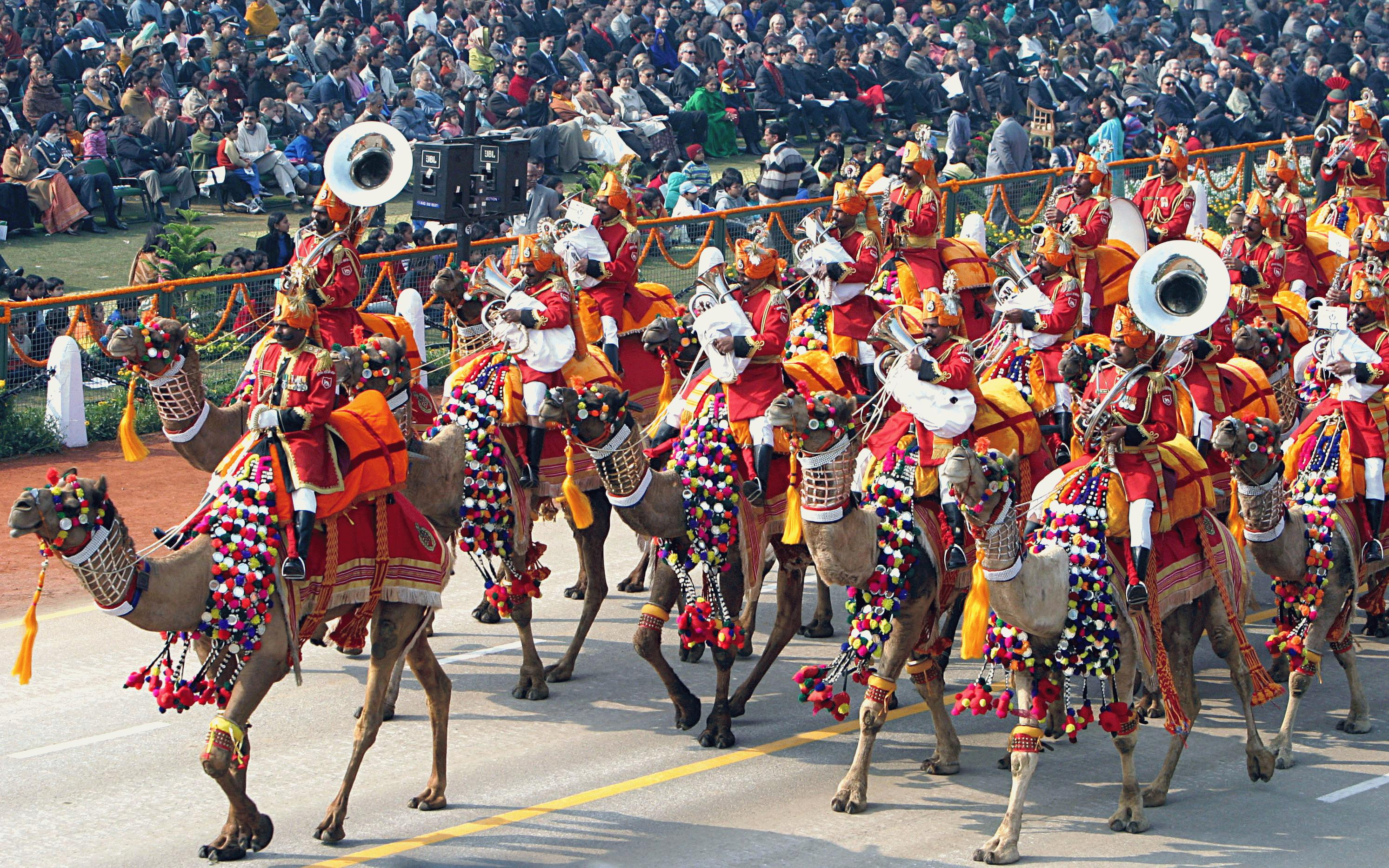
인도 공화국 기념일 퍼레이드에 나선 인도 국경수비대 낙타 파견대

인도에서는 1947년~1948년 인도-파키스탄 전쟁 당시 수송 목적으로 낙타를 활용하였으며, 1951년에는 상술한 비카네르국의 낙타군단과 자이살메르 왕국의 낙타 방어대대를 인도 육군의 척탄병연대 제13대대로 편입시켰다. 이들 부대는 1965년 인도-파키스탄 전쟁 당시 수송과 전투 임무를 수행하였으며, 파키스탄군의 비카네르, 자이살메르 지역 침투와 점령을 방어하여 휴전 협상에 불리해지지 않도록 제 역할을 다했다.
1965년 전쟁 이후 인도군이 운용하던 낙타 대다수는 인도 국경수비대 (BSF)가 인수하였다. 전투 임무용 낙타의 운용을 포기한 것은 아니었으나, 현대적인 군용 견인차량 등을 새로 도입하면서 조금씩 대체되어 갔던 것이다. 1971년 인도-파키스탄 전쟁에서도 척탄병과 국경수비대가 동부 전역의 전투 현장에서 낙타를 활용하였으며, 제13척탄병대대와 제17척탄병대대는 비카네르와 가드라 지역 전투에서 낙타기병을 활용하여 상당한 영토를 점령하기에 이르렀다. 인도군의 전투용 낙타 운용이 중단된 것은 1975년의 일이다.
오늘날 인도에서는 인도 국경수비대에서 라자스탄 지방의 인도-파키스탄 국경이 통과하는 타르 사막의 순찰을 위해 낙타를 활용하고 있다. 보통 5~6살 사이의 낙타를 구매하여 조드푸르에 있는 국경수비대 변방본부 낙타 훈련 센터에서 훈련을 거쳐 현장에 투입되며, 15~16년간 복무한 뒤 21살에 은퇴하게 된다. 이와 더불어 인도 국경수비대는 1976년부터 인도 공화국의 날마다 수도 델리에서 진행되는 군사 행진에 낙타 부대를 참여시키는 것으로 유명하다. 행사에 참가하는 파견대는 90여마리의 낙타로 구성되는 것이 일반적이다.

## 같이 보기
- 비카네르 낙타 군단 (인도)
- 낙타 궁병
- 드로메다리 (로마)
- 제국 낙타 군단 (대영 제국)
- 두바트 (이탈리아)
- 잠부라크